# Ficus lagoensis
Ficus lagoensis là một loài thực vật có hoa trong họ Moraceae. Loài này được C.C.Berg & Carauta mô tả khoa học đầu tiên năm 2002.